# Rhamphobrachium brevibranchiatum
Rhamphobrachium brevibranchiatum är en ringmaskart som först beskrevs av Ehlers 1875.  Rhamphobrachium brevibranchiatum ingår i släktet Rhamphobrachium och familjen Onuphidae. Inga underarter finns listade i Catalogue of Life.